# Clubiona pallidula
Clubiona pallidula là một loài nhện trong họ Clubionidae.